# HD 216048
HD 216048，又名BD+09 5111，SAO 108204、HR 8681，是一颗恒星，视星等为6.54，位于銀經80.64，銀緯-42.17，其B1900.0坐标为赤經22h 44m 31.8s，赤緯+9° -42.17′ 3″。